# Quellhorizont
Quellhorizont ist die Bezeichnung für eine an die Erdoberfläche reichende, wasserstauende Schicht, an der horizontal mehrere Quellen austreten.
Da Grundwasserleiter und Grundwassernichtleiter (-stauer) häufig in horizontaler Erstreckung übereinander liegen, treten benachbarte Schichtquellen häufig in derselben Höhe entlang einer Linie – dem Quellhorizont – aus.